# Communauté de communes Causses et Vallée de la Dordogne (vor 2017)
Die Communauté de communes Causses et Vallée de la Dordogne (vor 2017) ist ein ehemaliger französischer Gemeindeverband mit der Rechtsform einer Communauté de communes im Département Lot in der Region Okzitanien. Sie wurde am 1. Januar 2015 gegründet und umfasste 62 Gemeinden. Der Verwaltungssitz befand sich im Ort Souillac.

## Historische Entwicklung
Der Gemeindeverband entstand 2015 durch die Fusion der Vorgängerorganisationen Communauté de communes des Pays du Haut-Quercy-Dordogne, Communauté de communes du Pays de Martel, Communauté de communes du Pays de Souillac-Rocamadour, Communauté de communes du Pays de Gramat, Communauté de communes du Pays de Padirac und Communauté de communes du Pays de Saint-Céré.
Mit Wirkung vom 1. Januar 2017 fusionierte der Gemeindeverband mit der Communauté de communes Cère et Dordogne und bildete so die Nachfolgeorganisation Communauté de communes Causses et Vallée de la Dordogne. Trotz der Namensgleichheit handelt es sich um eine Neugründung mit anderer Rechtspersönlichkeit.

## Ehemalige Mitgliedsgemeinden
1. Alvignac
2. Autoire
3. Baladou
4. Bannes
5. Le Bastit
6. Bétaille
7. Bio
8. Calès
9. Carennac
10. Carlucet
11. Cavagnac
12. Cazillac
13. Condat
14. Couzou
15. Cressensac
16. Creysse
17. Cuzance
18. Floirac
19. Frayssinhes
20. Gignac
21. Gramat
22. Lacave
23. Lachapelle-Auzac
24. Ladirat
25. Lamothe-Fénelon
26. Lanzac
27. Latouille-Lentillac
28. Lavergne
29. Loubressac
30. Loupiac
31. Martel
32. Masclat
33. Mayrac
34. Mayrinhac-Lentour
35. Meyronne
36. Miers
37. Montvalent
38. Nadaillac-de-Rouge
39. Padirac
40. Payrac
41. Pinsac
42. Les Quatre-Routes-du-Lot
43. Reilhaguet
44. Rignac
45. Le Roc
46. Rocamadour
47. Saignes
48. Saint-Céré
49. Saint-Denis-lès-Martel
50. Saint-Jean-Lagineste
51. Saint-Jean-Lespinasse
52. Saint-Laurent-les-Tours
53. Saint-Médard-de-Presque
54. Saint-Michel-de-Bannières
55. Saint-Paul-de-Vern
56. Saint-Sozy
57. Saint-Vincent-du-Pendit
58. Sarrazac
59. Souillac
60. Strenquels
61. Thégra
62. Vayrac